# بئاتریس ویال
بئاتریس ویال در ۴ اوت ۱۹۶۱ در بورژ فرانسه به دنیا آمد و یکی از دو زن (پس از باربارا هارمر از کشور انگلستان) خلبان و تنها خلبان زن فرانسوی هواپیمای کنکورد است.

## زندگی‌نامه
او تحصیلات خود را در دانشکده ملی هوانوردی فرانسه انجام داد. و حرفه خلبانی را در سال ۱۹۸۴ با هواپیمای ملخ دار امبرائر ای-ام-بی- ۱۱۰ (به انگلیسی: Embraer EMB-110) در شرکت ایر لیتورال (به انگلیسی: Air Littoral) آغاز کرد و یکسال بعد به شرکت هوایی ایرفرانس وارد شد و درآنجا توانست با موفقیت خلبانی هواپیماهایی مانند ایرباس آ-۳۲۰ (به انگلیسی: Airbus A320) و بوئینگ ۷۴۷ (به انگلیسی:Boeing 747) شد و در ۲۴ ژوئیه ۲۰۰۰ توانست به عنوان خلبان هواپیمای مافوق صوت کنکورد دست یابد.

بئاتریس ویال نخستین پرواز خود را در ۱۹ نوامبر ۲۰۰۱ با هواپیمای کنکورد با موفقیت انجام دهد و به این ترتیب عنوان دومین زن هوانورد جهان که به درجه خلبانی هواپیمای کنکورد دست یافته بود را نیز به دست آورد.
او در عمر حرفه‌ای خود شمار ۴۵ پرواز مافوق صوت از پاریس تا نیویورک و ۳ بار پرواز بر اقیانوس اطلس را در کارنامه خود دارد.
در ۳۱ مه ۲۰۰۳ و پس از اینکه کنکورد از سرویس کنار گذارده شد بئاتریس ویال به عنوان خلبان هواپیمای بوئینگ ۷۴۷–۴۰۰ (به انگلیسی: Boeing 747-400) ادامه کار داد.

زن فرانسوی بنام ژاکلین اُریُل (Jacqueline Auriol) نخستین زن خلبان کنکورد بود اما او تنها خلبان آزمایش کنکورد محسوب می‌شود.